# Kannur (distrikt)
Kannur (malayalam: കണ്ണൂര്‍, engelska: Kannur district, hindi: कण्णूर जिला, gujarati: કણ્ણૂર જિલ્લો, tamil: கண்ணூர் மாவட்டம்) är ett distrikt i Indien.   Det ligger i delstaten Kerala, i den södra delen av landet, 1 800 km söder om huvudstaden New Delhi. Antalet invånare är 2 523 003. Arean är 2 966 kvadratkilometer. Kannur gränsar till Kāsaragod District, Wayanad, Kozhikode, Karnataka och Mahe.
Terrängen i Kannur är varierad.
Följande samhällen finns i Kannur:
- Thalassery
- Payyannūr
- Taliparamba
- Cannanore
- Mattanūr
- Thottada
- Pāppinisseri
- Dharmadam
- Mulappilangād
- Rāmantali
- Kannavam
- Valapattanam